# Coeligetes
Coeligetes là một chi bọ cánh cứng trong họ Chrysomelidae.
Chi này được Jacoby miêu tả khoa học năm 1884.

## Các loài
Các loài trong chi này gồm:
- Coeligetes borneensis Mohamedsaid, 1994
- Coeligetes robustus (Allard, 1889)
- Coeligetes submetallica (Jacoby, 1884)
- Coeligetes unicolor (Jacoby, 1895)
- Coeligetes wilcoxi Mohamedsaid, 1994